# Delomerista orientalis
Delomerista orientalis là một loài tò vò trong họ Ichneumonidae.